# A Fine Romance (альбом)
A Fine Romance (в Великобритании издавался как Send in the Clowns) — концертный альбом британо-американской джазовой пианистки Мэриэн Макпартлэнд, выпущенный в 1976 году на лейбле Improv Records. Он был записан во время выступления пианистки с басистом Фрэнком Тейтом и барабанщиком Тедом Муром в ресторане The Downtown Club отеля Statler Hilton в Буффало.

## Отзывы критиков
| Оценки критиков                     | Оценки критиков |
| Источник                            | Оценка          |
| ----------------------------------- | --------------- |
| AllMusic                            | [ 2 ]           |
| The Rolling Stone Jazz Record Guide | [ 3 ]           |

Рецензент журнала Billboard заявил, что на записи Макпартлэнд сохраняет высокий уровень музыкальности, и ни один из десяти треков не выглядит старомодным. Крис Альбертсон в обзоре Stereo Review выделил «потрясающе завораживающую» авторскую композицию «Silent Pool» в надежде, что в будущем пианистка рассмотрит возможность записать пластинку собственных композиций.
В обзоре для AllMusic Кен Драйден написал: «Макпартлэнд явно наслаждается, исполняя энергичные версии стандартов, популярной музыки того времени и классического попурри Эллингтона. Среди лучших моментов — её нежная и блестящая баллада „Silent Pool“ и задумчивая „I’ll Remember April“. Единственный невыразительный трек — „Feelings“, включённый в альбом по настоянию владельца клуба и лейбла, а не Мэриэн, которая презирает эту песню!»

## Список композиций
1. «A Fine Romance» — 2:30
2. «Send in the Clowns» — 4:09
3. «You Are the Sunshine of My Life» — 4:41
4. «I’ll Remember April» — 4:52
5. «Silent Pool» — 3:09
6. «Feelings» — 4:04
7. Ellington Medley: «Don’t Get Around Much Anymore / Satin Doll / Caravan» — 10:07
8. «This Masquerade» — 4:15

## Участники записи
- Мэриэн Макпартлэнд — фортепиано
- Фрэнк Тейт — бас
- Тед Мур — ударные
- Боб Гротк, Винсент Моретт — звукорежиссёр
- Гилберт Конг — мастеринг
- Стивен Лейпа — продюсер

Все данные взяты из примечаний к альбому.